# Hlinsko (okres Přerov)
Hlinsko je obec ležící v okrese Přerov. Žije zde 229 obyvatel.

## Památky
V obci stojí kostel svatého Bartoloměje. V severní části území obce se nachází ostrožní hradiště Hlinsko.

## Historie
První písemná zmínka o obci pochází z roku 1304.

## Galerie

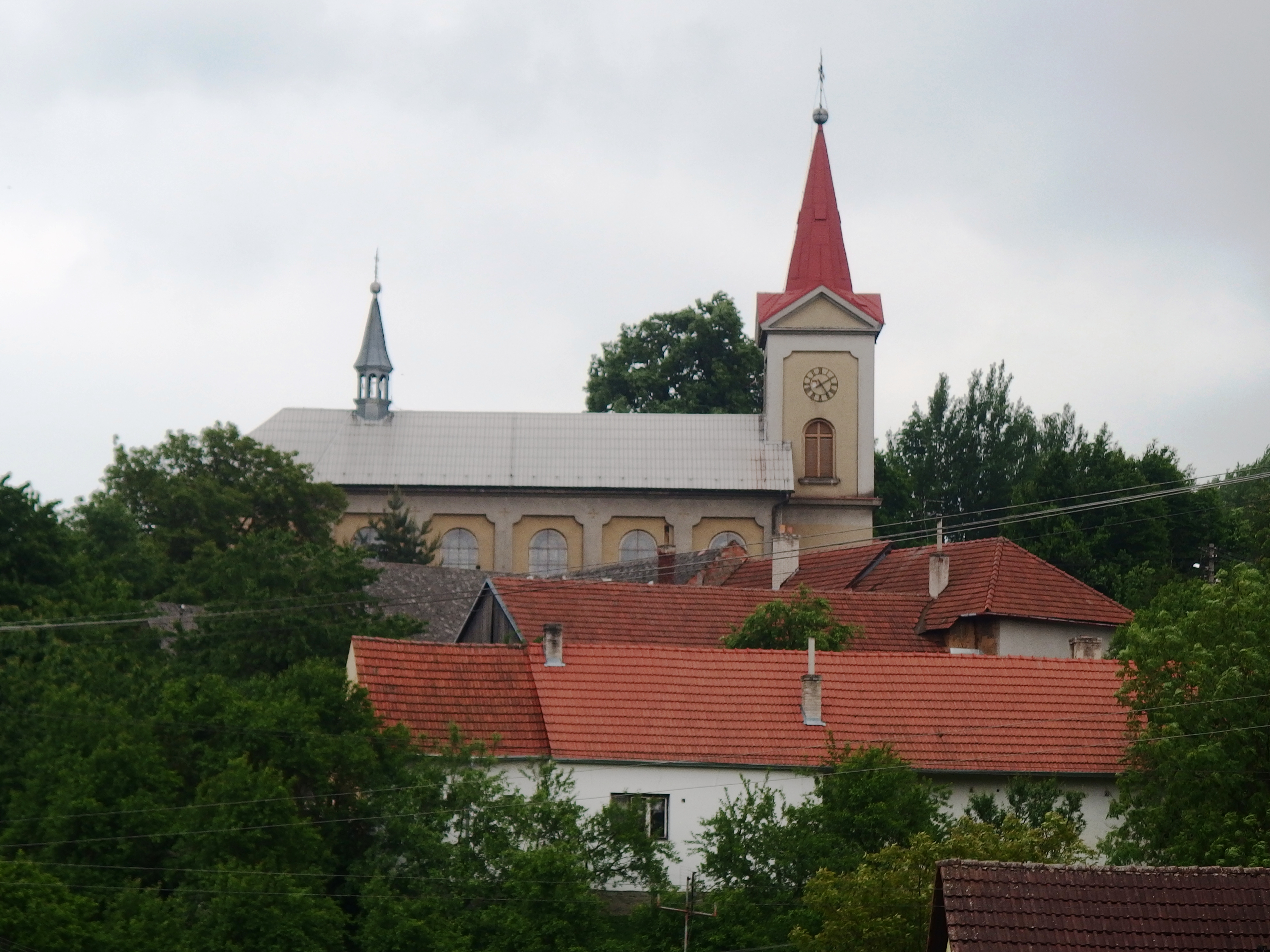
Kostel svatého Bartoloměje
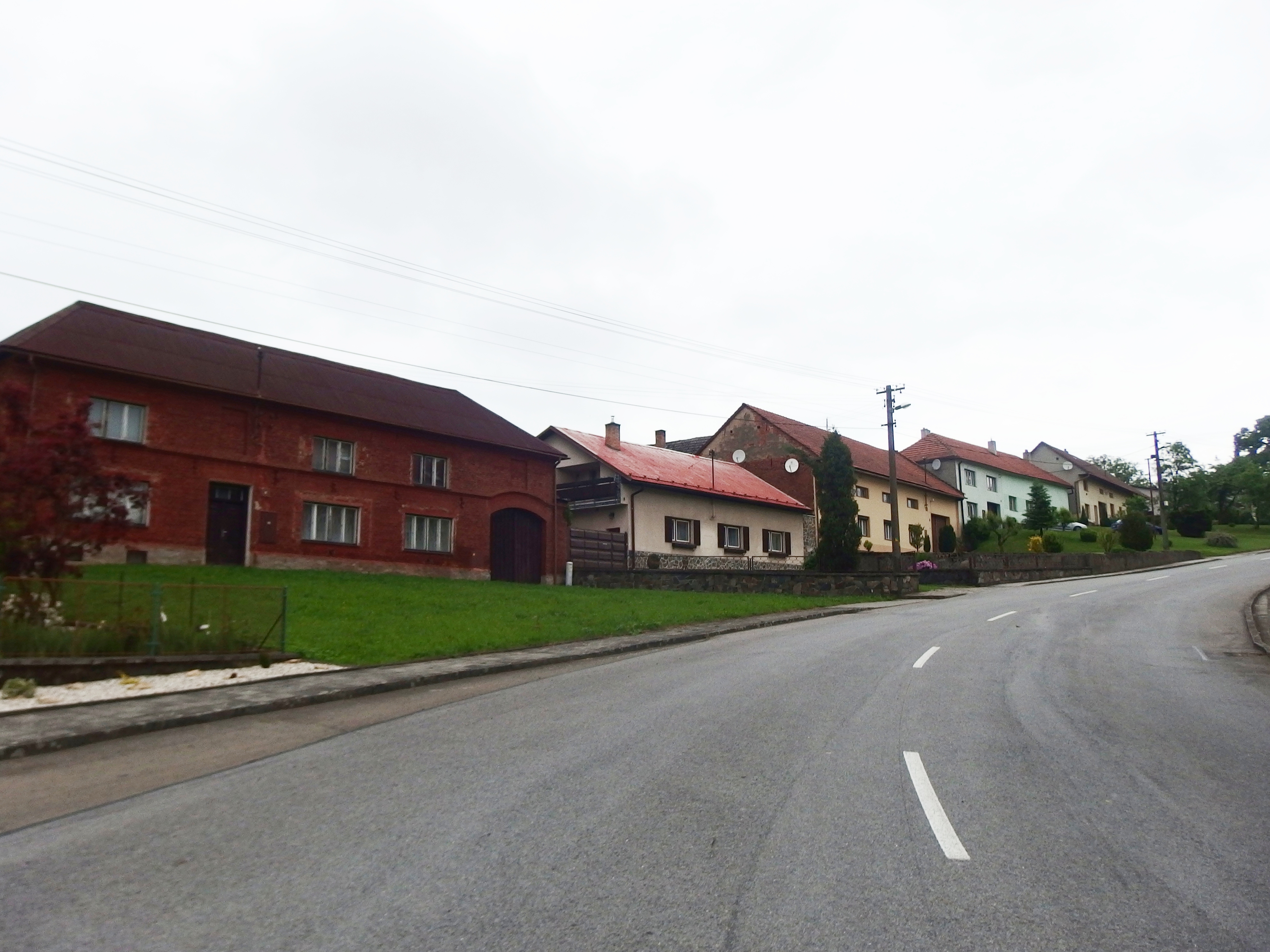
Domy v zatáčce
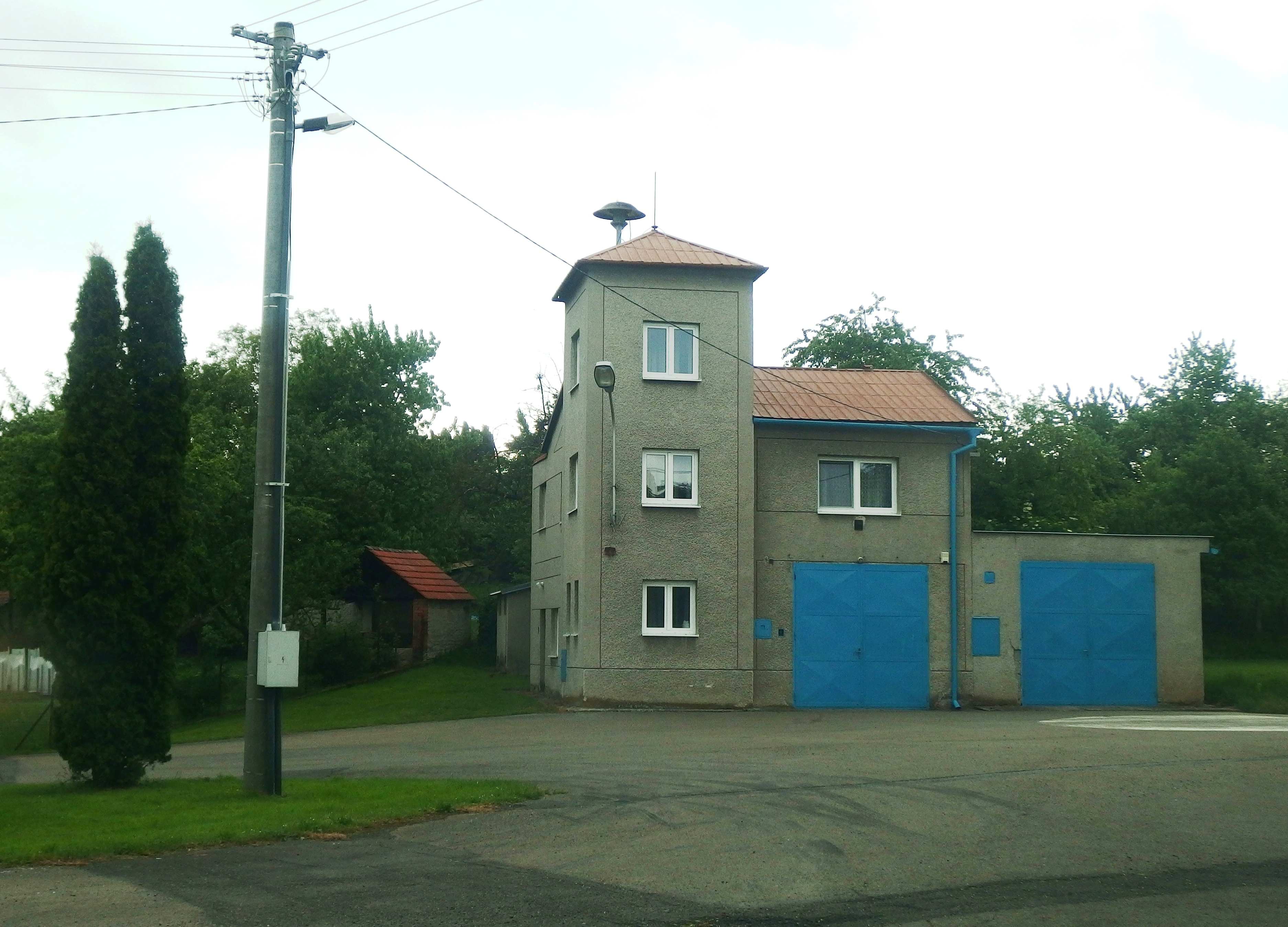
Hasičská zbrojnice
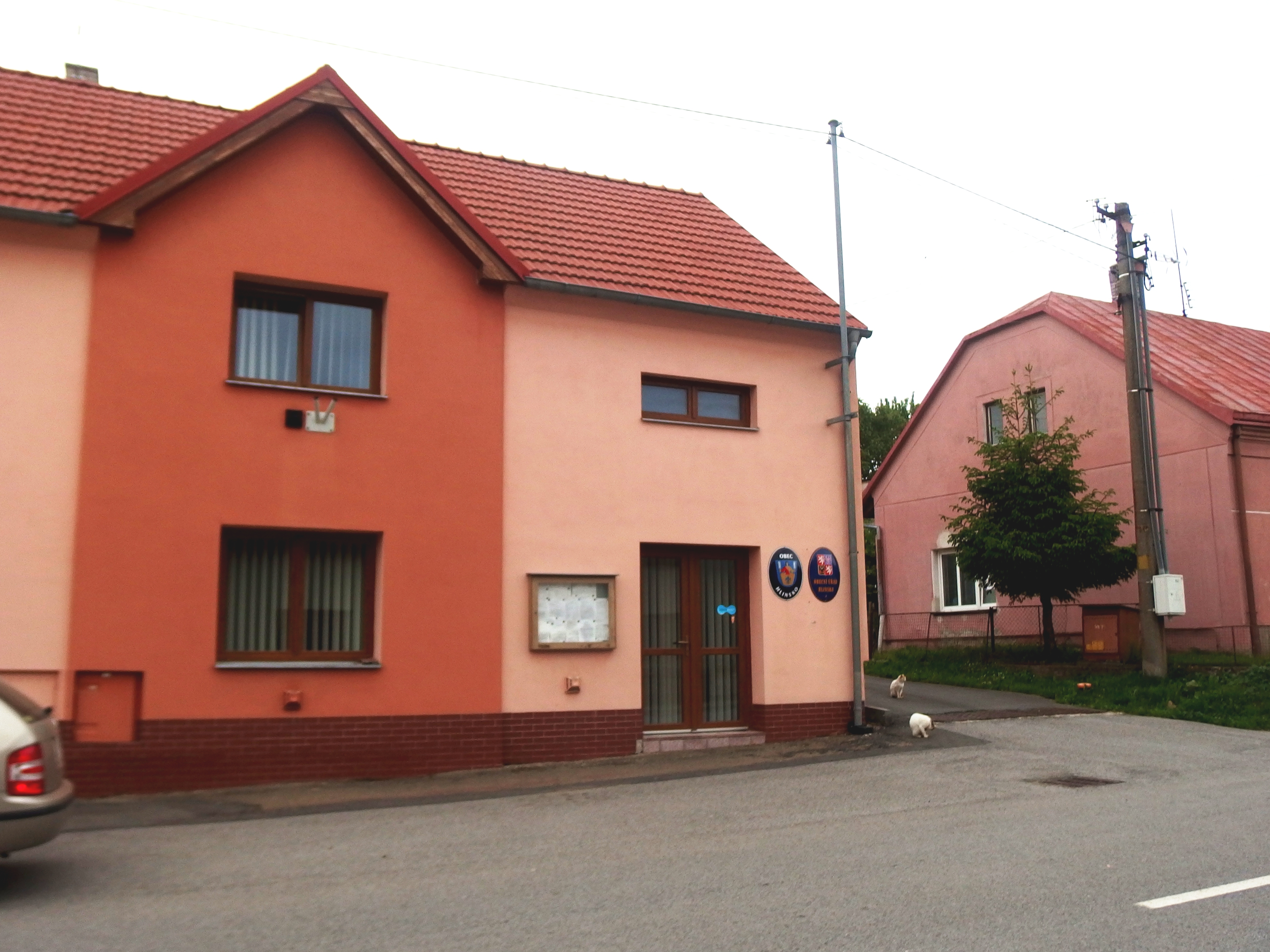
Obecní úřad